# روس إل. مالون
روس إل. مالون (بالإنجليزية: Ross L. Malone)‏ هو محامي أمريكي، ولد في 9 سبتمبر 1910 في روزويل في الولايات المتحدة، وتوفي في 13 أغسطس 1974.